# Địa Trạch Lâm

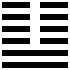
Đồ hình quẻ Địa trạch lâm

Quẻ Địa Trạch Lâm, đồ hình ||:::: còn gọi là quẻ Lâm (臨 lin2), là quẻ thứ 19 trong Kinh Dịch.
- Nội quái là ☱ (||: 兌 dui4) Đoài hay Đầm (澤).
- Ngoại quái là ☷ (::: 坤 kun1) Khôn hay Đất (地).

Giải nghĩa: Đại dã. Bao quản. Việc lớn, người lớn, cha nuôi, vú nuôi, giáo học, nhà sư, kẻ cả, dạy dân, nhà thầu. Quân tử dĩ giáo tư chi tượng: người quân tử dạy dân, che chở, bảo bọc cho dân vô bờ bến.